# Valdegovía
Valdegovía (cooficialmente en euskera: Gaubea) es un municipio español de la provincia de Álava, en la comunidad autónoma del País Vasco. 

## Geografía
Valdegovía es un extenso municipio rural situado al noroeste de la provincia en tierras limítrofes con la provincia de Burgos. La ciudad autrigona de Uxama Barca se encontraba dentro de los límites de este municipio. Tras la conquista islámica de la Península, se desgajó de la diócesis de Oca todo el territorio comprendido desdo Cerezo de Río Tirón —antigua ciudad autrigona de Segisamunculum— hasta Valdegovía, formándose así la diócesis de Valpuesta.
El valle de Valdegovía tiene gran cantidad de arroyos, todos los cuales tienen caudal de agua incluso en verano, como es característico de la cordillera cantábrica. Estos son afluentes del Tumecillo y el Omecillo, los dos ríos principales del valle. Este último es afluente del Ebro.

## Demografía
Valdegovía cuenta con una población de 1072 habitantes (INE 2024).
| Gráfica de evolución demográfica de Valdegovía entre 1842 y 2021 |
| |
| Población de derecho según los censos de población del INE Población de hecho según los censos de población del INEEn estos censos se denominaba Valdegivia: 1842, 1857, 1860, 1877, 1887, 1897, 1900, 1910, 1920, 1930, 1940, 1950, 1960, 1970, 1981, 1991 y 2001 Entre el censo de 1930 y el anterior, crece el término del municipio porque incorpora a 01531 (Villanañe) y parte de 01516 (Lacozmonte) Entre el censo de 1970 y el anterior, crece el término del municipio porque incorpora a 01530 (Valderejo) |

## Administración y política

### Gobierno municipal
| Partido político                                              | 2015  | 2015       | 2011  | 2011       | 2007  | 2007       | 2003        | 2003        | 1999  | 1999       | 1995  | 1995       | 1991  | 1991       |
| Partido político                                              | %     | Concejales | %     | Concejales | %     | Concejales | %           | Concejales  | %     | Concejales | %     | Concejales | %     | Concejales |
| Euzko Alderdi Jeltzalea-Partido Nacionalista Vasco (EAJ-PNV)  | 44,54 | 5          | 39,32 | 4          | 41,18 | 4          | 29,62       | 2           | 30,78 | 2          | 44,53 | 3          | 41,06 | 3          |
| Agrupación Valdegovía (AV)                                    | 18,77 | 2          | 21,78 | 2          | 42,53 | 4          | 53,13       | 5           | 46,25 | 4          | —     | —          | —     | —          |
| Partido Popular del País Vasco (PP)                           | 16,38 | 1          | 19,66 | 2          | —     | —          | —           | —           | 11,71 | 1          | 11,72 | 1          | 8,01  | 0          |
| Euskal Herria Bildu (EH Bildu)-Bildu                          | 13,48 | 1          | 13,15 | 1          | —     | —          | —           | —           | —     | —          | —     | —          | —     | —          |
| Partido Socialista de Euskadi-Euskadiko Ezkerra (PSE-EE PSOE) | 4,27  | 0          | 4,01  | 0          | 4,31  | 0          | 3,02        | 0           | 1,08  | 0          | —     | —          | —     | —          |
| Eusko Abertzale Ekintza-Acción Nacionalista Vasca (EAE-ANV)   | —     | —          | —     | —          | 10,63 | 1          | —           | —           | —     | —          | —     | —          | —     | —          |
| Karria Agrupación de Electores (KAE)                          | —     | —          | —     | —          | —     | —          | 10,57       | 0           | —     | —          | —     | —          | —     | —          |
| Ezker Batua-Berdeak (EB-B)                                    | —     | —          | —     | —          | —     | —          | 1,53        | 0           | —     | —          | —     | —          | —     | —          |
| Unidad Alavesa (UA)                                           | —     | —          | —     | —          | —     | —          | 0,97        | 0           | 0,75  | 0          | 35,78 | 3          | 35,16 | 3          |
| Euskal Herritarrok (EH)-Herri Batasuna (HB)                   | —     | —          | —     | —          | —     | —          | Ilegalizado | Ilegalizado | 7,66  | 0          | 7,66  | 0          | 14,06 | 1          |

### Organización territorial
El municipio está compuesto por 30 pequeñas aldeas organizadas 29 de ellas en 23 concejos y una administrada directamente por el municipio. La capital es Villanueva de Valdegovía, aunque la población más importante actualmente es Espejo.
| Localdiad                | Nombre oficial           | 2000 | 2005 | 2010 | 2015 | 2019 |
| ------------------------ | ------------------------ | ---- | ---- | ---- | ---- | ---- |
| Acebedo                  | Acebedo                  | 6    | 7    | 10   | 9    | 3    |
| Astúlez                  | Astúlez/Estuliz          | 9    | 6    | 8    | 8    | 8    |
| Bachicabo                | Bachicabo                | 31   | 38   | 41   | 37   | 32   |
| Barrio                   | Barrio                   | 23   | 24   | 22   | 19   | 20   |
| Basabe                   | Basabe                   | 16   | 16   | 13   | 11   | 13   |
| Bóveda                   | Bóveda                   | 91   | 84   | 80   | 77   | 66   |
| Caranca y Mioma          | Caranca y Mioma          |      |      |      |      |      |
| Caranca                  | Caranca                  | 17   | 12   | 14   | 17   | 12   |
| Mioma                    | Mioma                    | 13   | 14   | 13   | 22   | 23   |
| Cárcamo                  | Karkamu                  | 19   | 27   | 28   | 27   | 26   |
| Corro                    | Corro                    | 27   | 28   | 36   | 32   | 28   |
| Espejo                   | Espejo                   | 147  | 223  | 237  | 226  | 249  |
| Fresneda                 | Fresneda                 | 20   | 18   | 21   | 20   | 20   |
| Guinea                   | Guinea                   | 20   | 16   | 16   | 13   | 15   |
| Gurendes-Quejo           | Gurendes-Quejo           |      |      |      |      |      |
| Gurendes                 | Gurendes                 | 43   | 40   | 39   | 38   | 37   |
| Quejo                    | Quejo                    | 10   | 8    | 6    | 6    | 7    |
| Nograro                  | Nograro                  | 17   | 21   | 16   | 12   | 9    |
| Osma                     | Osma                     | 33   | 49   | 48   | 38   | 31   |
| Pinedo                   | Pinedo                   | 14   | 21   | 23   | 18   | 18   |
| Quintanilla              | Quintanilla              | 9    | 11   | 11   | 11   | 9    |
| Tobillas                 | Tobillas                 | 15   | 20   | 20   | 11   | 16   |
| Tuesta                   | Tuesta                   | 50   | 58   | 87   | 88   | 77   |
| Valderejo                | Valderejo                |      |      |      |      |      |
| Lahoz                    | Lahoz                    | 5    | 4    | 3    | 1    | 2    |
| Lalastra                 | Lalastra                 | 16   | 11   | 11   | 9    | 12   |
| Ribera                   | Ribera                   | 0    | 0    | 0    | 0    | 0    |
| Villamardones            | Villamardones            | 0    | 0    | 0    | 0    | 0    |
| Valluerca                | Valluerca                | 10   | 7    | 5    | 6    | 11   |
| Villamaderne-Bellojín    | Villamaderne-Bellojín    |      |      |      |      |      |
| Bellojín                 | Bellojín                 | 3    | 2    | 5    | 5    | 8    |
| Villamaderne             | Villamaderne             | 45   | 35   | 31   | 29   | 24   |
| Villanañe                | Villanañe                | 70   | 98   | 98   | 91   | 98   |
| Villanueva de Valdegovía | Villanueva de Valdegovía | 150  | 172  | 164  | 132  | 121  |
| Total                    | Total                    | 929  | 1070 | 1106 | 1013 | 996  |